# 玛尼娅·吕思

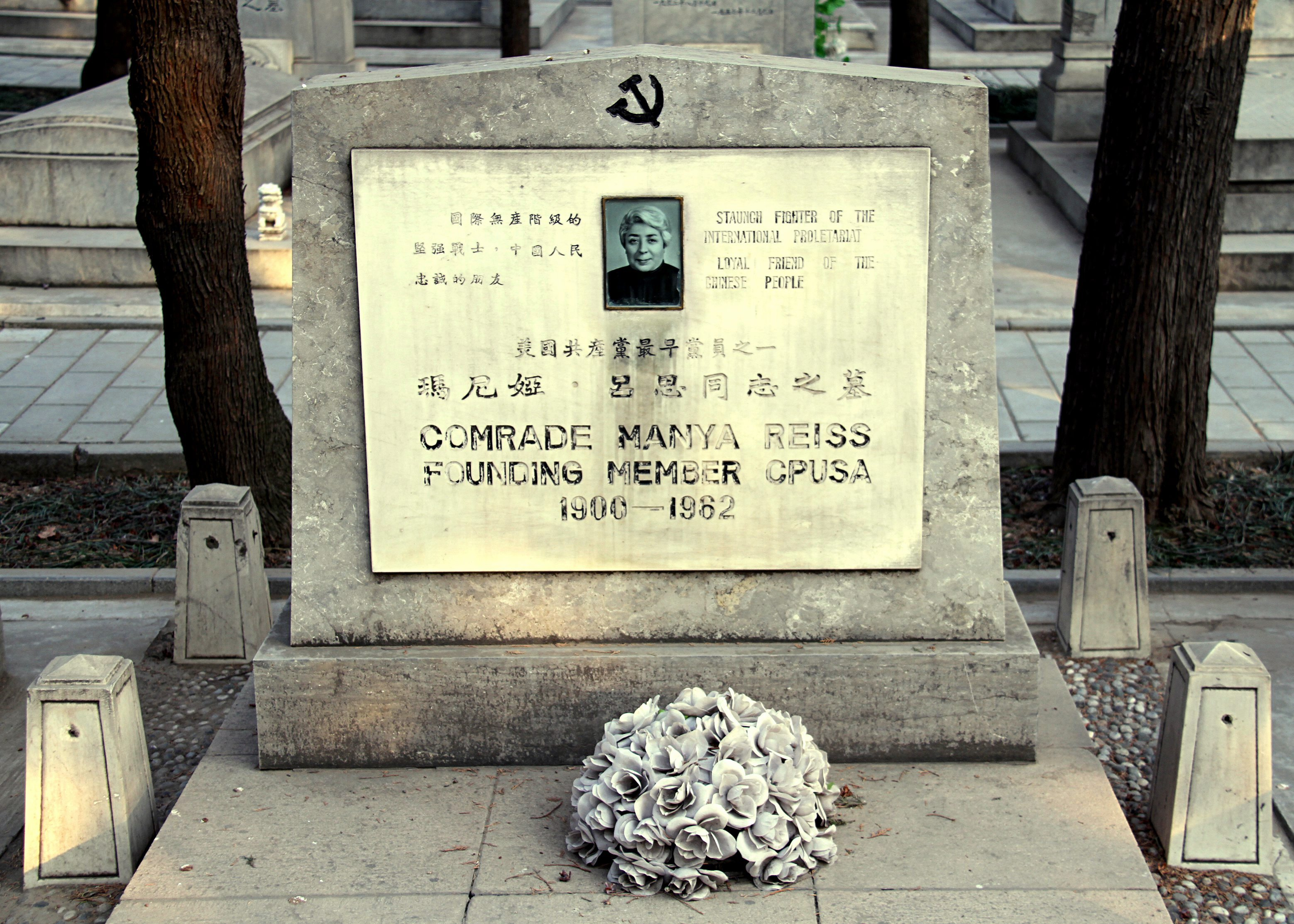
玛尼娅·吕思之墓

玛尼娅·吕思（英語：Manya Reiss，1900年—1962年），女，美国记者，社会活动家。美國共產黨老党员。

## 生平
1900年生于俄罗斯帝国的一个犹太人家庭。1912年与家人移民至美国。早年受共产主义运动影响，加入美國共產黨。1931年赴国际列宁学校留学。曾在共产国际工作。1930年代后期回到美国，在党校任教。1940年返回莫斯科。
1957年受美国共产党派遣由塔斯社来中国工作。在新华社担任专家。
因患癌症，经长期医治无效，于1962年3月6日19时21分在北京协和医院逝世，享年62岁。葬于北京市八宝山革命公墓。